# Transylwania (zespół muzyczny)
Transylwania – polski zespół założony w 1999 roku w Radomiu.
Początkowo funkcjonował jako trio w składzie: Wojciech Kosma na gitarze, Piotr Krakowski na trąbce oraz Aleksandra "Lena" Polak na gitarze basowej. Po zarejestrowaniu pierwszego materiału demo poszerzyli skład o grającego na instrumentach perkusyjnych Piotra Olejniczaka oraz perkusistę Sylwestra Russa. W tym składzie zespół zarejestrował debiutancki album Un Peu du Surrealisme wydany w 2000 roku przez firmę Gustaff Records. Po wydaniu płyty funkcję basisty przejął Szymon Tarkowski.
W 2002 roku zespół rozwiązał się, ale większość jego członków wciąż prowadzi aktywne życie muzyczne. Wojciech Kosma po przeprowadzce do Londynu zajął się tworzeniem muzyki elektronicznej, Piotr Krakowski po wyjeździe do Krakowa założył popową formację Milkshop, a Szymon Tarkowski w Warszawie organizuje Festiwal WUJek oraz współtworzy formacje: Wiosna, Ślimak Trio, Batyskaf, Płyny oraz Pustki.

## Dyskografia
- 2000: Un Peu du Surrealisme (Gustaff)